# Ashley Fox

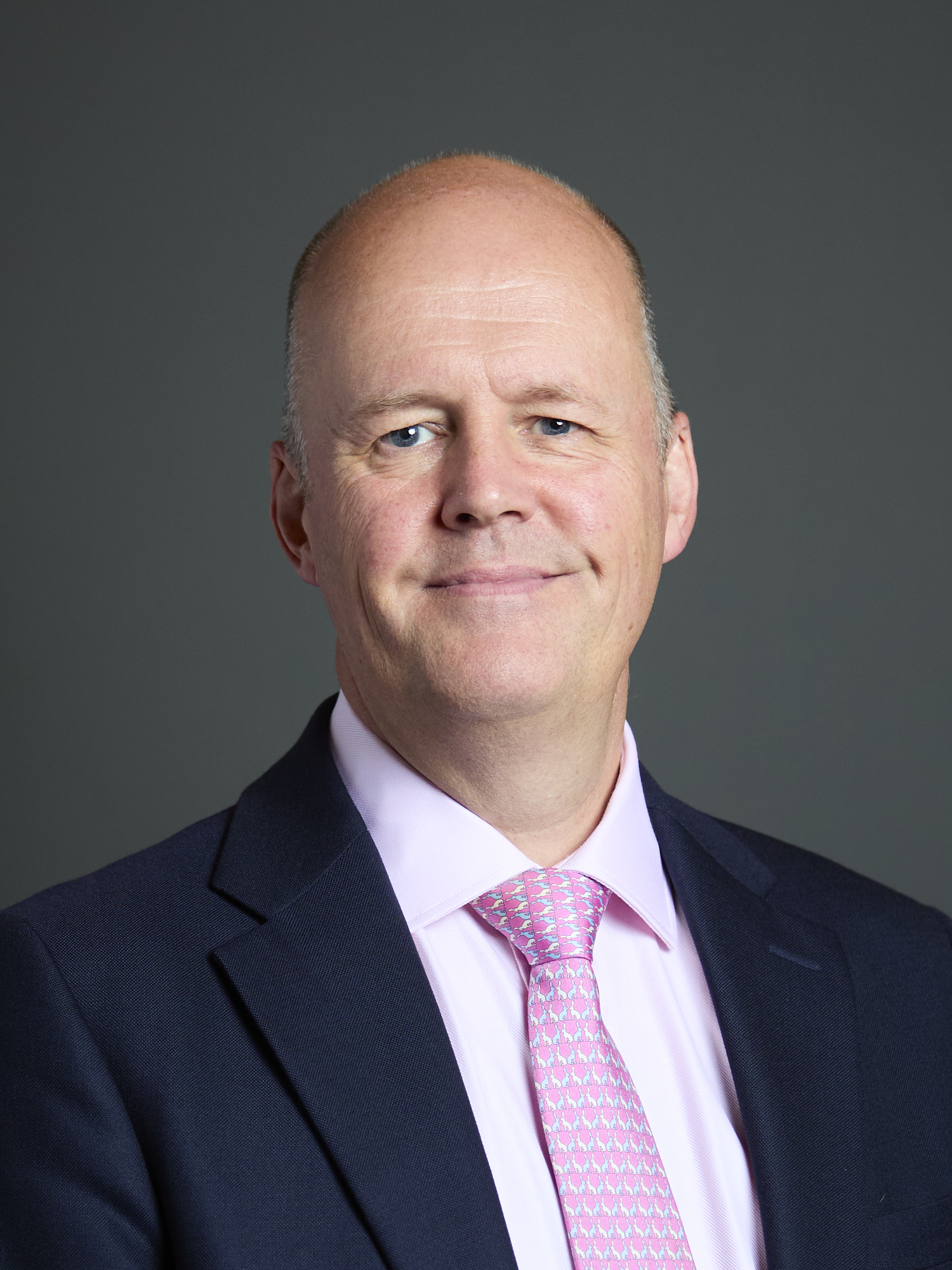
Ashley Fox, 2024

Sir Ashley Fox (* 15. November 1969 in Sutton Coldfield) ist ein britischer Politiker der Conservative Party und war von 2009 bis 2019 Mitglied des Europäischen Parlaments.
Nach einem Studium der Rechtswissenschaft an der Bristol Polytechnic (heute University of the West of England), das er 1990 mit dem LL.B. beendete, arbeitete Fox für ein Jahr als Englischlehrer in Frankreich. Anschließend beendete er 1992 sein Studium am Chester Law College und arbeitete von 1992 bis 1994 als Rechtsreferendar und 1994 bis 2009 als Rechtsanwalt.
Bei den britischen Unterhauswahlen 2001 kandidierte Fox in Bath für die Conservative Party, war jedoch erfolglos. 2002 wurde er Mitglied des Stadtrats von Bristol. Bei der Europawahl im Vereinigten Königreich 2009 wurde Fox in das Europäische Parlament gewählt. Hier war er Mitglied der Fraktion der Europäischen Konservativen und Reformisten sowie stellvertretender Vorsitzender des Ausschusses für konstitutionelle Fragen.
Ebenso ist er Mitglied in der Delegation für die Beziehungen zur Arabischen Halbinsel.
Als Stellvertreter war Fox im Ausschuss für Wirtschaft und Währung, im Ausschuss für Binnenmarkt und Verbraucherschutz sowie in der Delegation für die Beziehungen zur Volksrepublik China.
Ashley Fox ist verheiratet und hat einen Sohn und eine Tochter.